# Tibetan Children’s Villages
Tibetan Children's Villages, или TCV — интегрированное сообщество в изгнании, созданное для ухода и обучения детей-сирот и детей-беженцев из Тибета. Это зарегистрированная некоммерческая благотворительная организация, головной офис которой расположен в Дхарамсале в Химачал-Прадеше, Индия. По состоянию на 2018 год сеть учебных учреждений TCV имеет около 16700 тысяч детей под своей опекой и есть в таких городах, как Билакуппе, Гопалпур, Чаунтра, в области Ладакх и деревне Селакуи. TCV также управляет молодежными общежитиями в Дели и Бангалоре.
С 1964 по 2006 г.г. президентом TCV была Джетсун Пема, сестра четырнадцатого Далай-ламы Тэнцзина Гьямцхо. В 2009 году TCV открыло первый тибетский колледж в изгнании в Бангалоре, целью которого являлось изучение тибетского языка и культуры, а также наук, искусств и информационных технологий для тибетских студентов в изгнании.
В настоящее время более 60% сотрудников в различных филиалах TCV являются её же выпускниками, и значительное число аспирантов служат в различных департаментах правительства в изгнании. Миссия TCV — обеспечить всем тибетским детям, находящимся под её опекой, хорошее, целостное, интегрированное образование и сильную культурную самобытность, а также сделать их самостоятельными и полезными членами тибетского сообщества и мира в целом.